# Sósó
Sósó (más néven Svossó, szlovákul Švošov) község Szlovákiában, a Zsolnai kerületben, a Rózsahegyi járásban.

## Fekvése
Rózsahegytől 10 km-re északnyugatra, a Vág jobb partján, 470 m magasan fekszik.

## Története
A falu a 15. században a német jog alapján keletkezett a likavai uradalom részeként. Első lakói pásztorok, földművesek, favágók voltak. A 16. század elején vlach pásztorok telepedtek le itt. Első soltésza egy Sós nevű ember volt. 1572-ben „Sosow” néven említik először. A falu kompjáról is ismert volt, melyen a Vágon szállították át az utasokat. 1625-ben az uradalom urbáriuma szerint 15 jobbágy és 3 zsellércsalád élt a faluban. 1669-ben egy tűzvészben leégett. 1715-ben 17 adózója volt. 1720-ban 14 adózó portát számoltak itt. 1784-ben 30 házában 321 lakos élt. A falu régi temetőkápolnáját 1798-ban gróf Révay János szepesi püspök építtette Szent Máté evangélista tiszteletére.
A 18. század végén Vályi András így ír róla: „SVOSOV. Tót falu Liptó Várm. fekszik Vág vize mellett, Rozenbergához egy mértföldnyire.”
1802-ben újra tűzvész pusztította a községet. 1828-ban 63 háza és 437 lakosa volt. Lakói mezőgazdasággal, tutajozással, favágással foglalkoztak.
Fényes Elek 1851-ben kiadott geográfiai szótárában így ír a faluról: „Sossov, (másként Svassov), tót falu, Liptó vmegyében, 437 kath. lak. F. u. a kamara. Ut. p. Rosenberg.”
A trianoni diktátumig Liptó vármegye Rózsahegyi járásához tartozott.
1946-ban a falu harmada leégett.

## Népessége
| Év:            | 1994. | 2004.   | 2014.   | 2024.   |
| -------------- | ----- | ------- | ------- | ------- |
| Emberek száma: | 772   | 824     | 818     | 864     |
| Eltérés:       |       | +6,73 % | -0,72 % | +5,62 % |

| Év:            | 2023. | 2024.   |
| -------------- | ----- | ------- |
| Emberek száma: | 860   | 864     |
| Eltérés:       |       | +0,46 % |

1910-ben 585, túlnyomórészt szlovák lakosa volt.
2001-ben 810 lakosából 804 szlovák volt.
2011-ben 825 lakosából 807 szlovák.

## Nevezetességei
- A Hétfájdalmú Szűzanya tiszteletére szentelt római katolikus temploma 1993-1994-ben épült.
- Szent Máté evangélista tiszteletére szentelt temetőkápolnáját 1798-ban építették.

## Külső hivatkozások
- Hivatalos oldal
- E-obce.sk Archiválva 2007. november 3-i dátummal a Wayback Machine-ben
- Községinfó
- Sósó Szlovákia térképén